# 加让维尔
加让维尔（法語：Gargenville，法語發音：[ɡaʁʒɑ̃vil]）是法国中北部法兰西岛大区伊夫林省的一个市镇，属于芒特拉若利区。 

## 地理
加让维尔（48°59'31"N, 1°48'37"E）面积8.67 平方千米，位于法国法蘭西島大區伊夫林省，该省份为法国北部内陆省份，北起瓦兹河谷省，西接厄尔省，西南接厄尔-卢瓦省，东南接埃松省，东临上塞纳省。
与加让维尔接壤的市镇（或旧市镇、城区）包括：欧贝让维尔、韦克桑地区布吕埃伊、埃波讷、吉特朗库尔、伊苏、瑞济耶、塞纳河畔梅济耶尔。

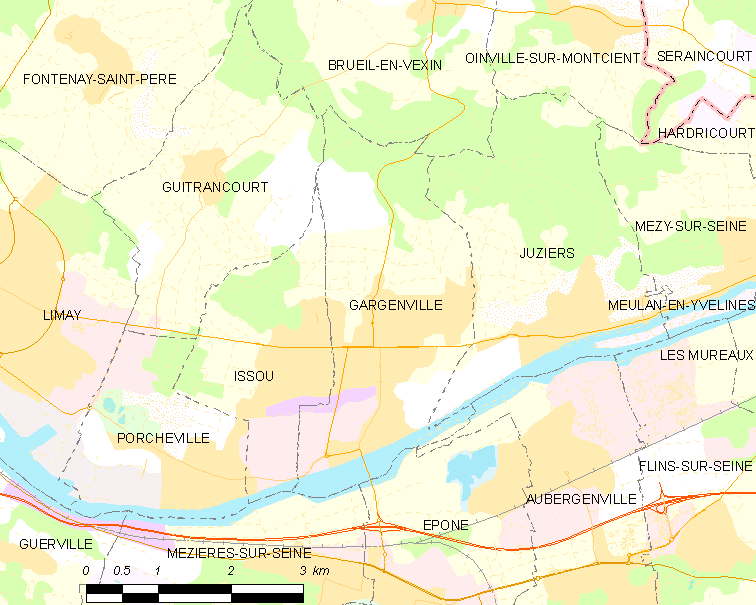
加让维尔的OSM定位图

加让维尔的时区为UTC+01:00、UTC+02:00（夏令时）。

## 行政
加让维尔的邮政编码为78440，INSEE市镇编码为78267。

## 政治
加让维尔所属的省级选区为利迈县。

## 人口

1962-2008年间加让维尔人口变化图示

加让维尔于2022年1月1日时的人口数量为7848人。